# Raffaele Postiglione
Raffaele Postiglione (Naples, 28 novembre 1818 - Naples, 23 février 1897) est un artiste peintre napolitain.

## Biographie
Né de parents pauvres, Raffaele Postiglione se forme à l'Académie des beaux-arts de Naples, sous la direction de Costanzo Angelini. En 1851, il travaille avec Giuseppe Mancinelli. Dans les années 1860, il enseigne à l'académie de Naples. Ses œuvres suivent des thèmes historiques ou religieux. 
Son frère Luigi Postiglione et son neveu Salvatore Postiglione (en) sont également peintres.